# Condado de Oconee (Carolina do Sul)
O Condado de Oconee é um dos 46 condados do Estado americano da Carolina do Sul. A sede do condado é Walhalla, e sua maior cidade é Seneca. O condado possui uma área de 1 745 km² (dos quais 125 km² estão cobertos por água), uma população de 66 215 habitantes, e uma densidade populacional de 41 hab/km² (segundo o censo nacional de 2000). O condado foi fundado em 1868.